# Financiamento climático no Equador
O financiamento climático no Equador corresponde aos recursos financeiros para ações de mitigação e adaptação às mudanças climáticas no país. O montante investido em projetos sustentáveis pode ser proveniente de fundos públicos, parcerias com o setor privado ou cooperação internacional.:7-8

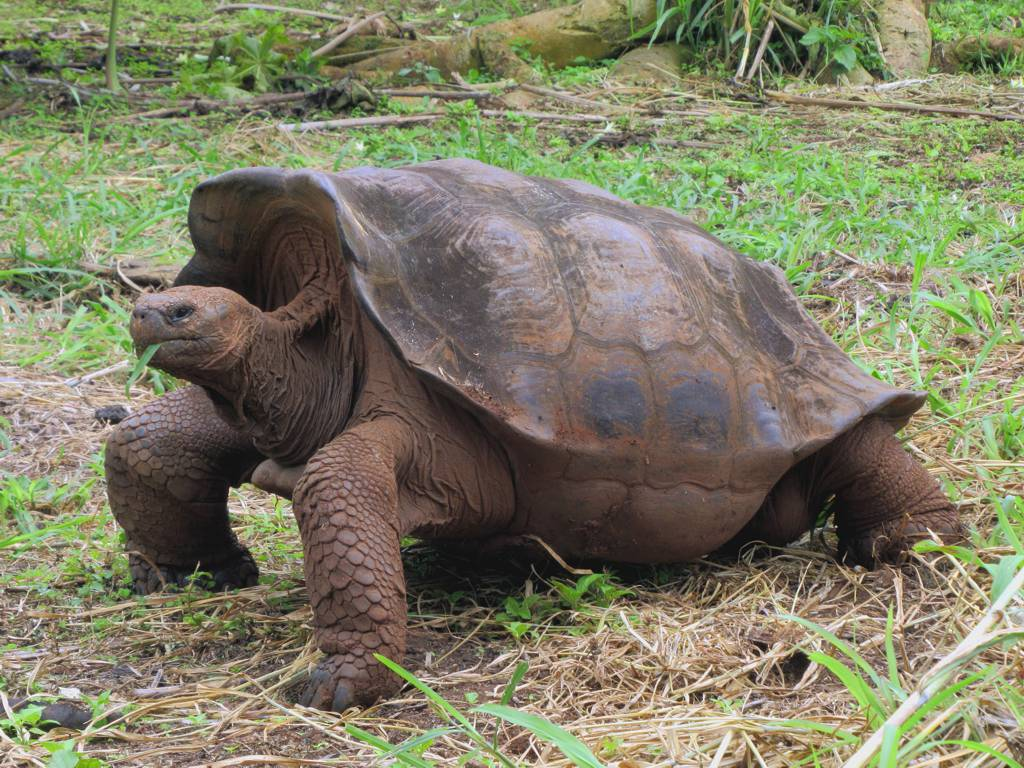
Tartaruga-gigante-de-galápagos, espécie endêmica do arquipélago de Galápagos, no Equador. O arquipélago leva os títulos de Patrimônio Mundial e Reserva da biosfera.

Como um país megadiverso e vulnerável à crise climática, o Equador já sofre os impactos de eventos climáticos como secas, deslizamentos de terrra e inundações. Para conter a degradação de seu patrimônio natural, o país busca cumprir as metas estabelecidas em sua Contribuição Nacionalmente Determinada, com enfoque nos setores energético e agrícola, áreas de extrema importância para o desenvolvimento econômico do país.:vi
Até 2035, o Equador busca reduzir no mínimo 7% de suas emissões de gases de efeito estufa em relação ao ano de 2010.:8 Já para 2050, a meta de redução é de 50% das emissões.

## Contexto climático e vulnerabilidades

Deslizamento de terra no sul do Equador em 2022.

O Equador é cruzado pela Cordilheira dos Andes, recebe a influência de correntes oceânicas frias e está situado na região da linha do equador, fatores que tornam o território um local propício para o desenvolvimento de 14 ecossistemas e 45 formações vegetais distintas.:216 Consequentemente, o país é considerado um dos mais biodiversos do mundo e está em três dos hotspots de biodiversidade.
Com uma grande diversidade geográfica, o país também é suscetível a diferentes desastres naturais como inundações por chuvas intensas ou aumento do nível do mar; secas agravadas pelo fenômeno La Niña e deslizamentos de terra. Ações humanas como desmatamento, mineração ilegal e incêndios também ameaçam a biodiversidade e o equilíbrio da natureza local.

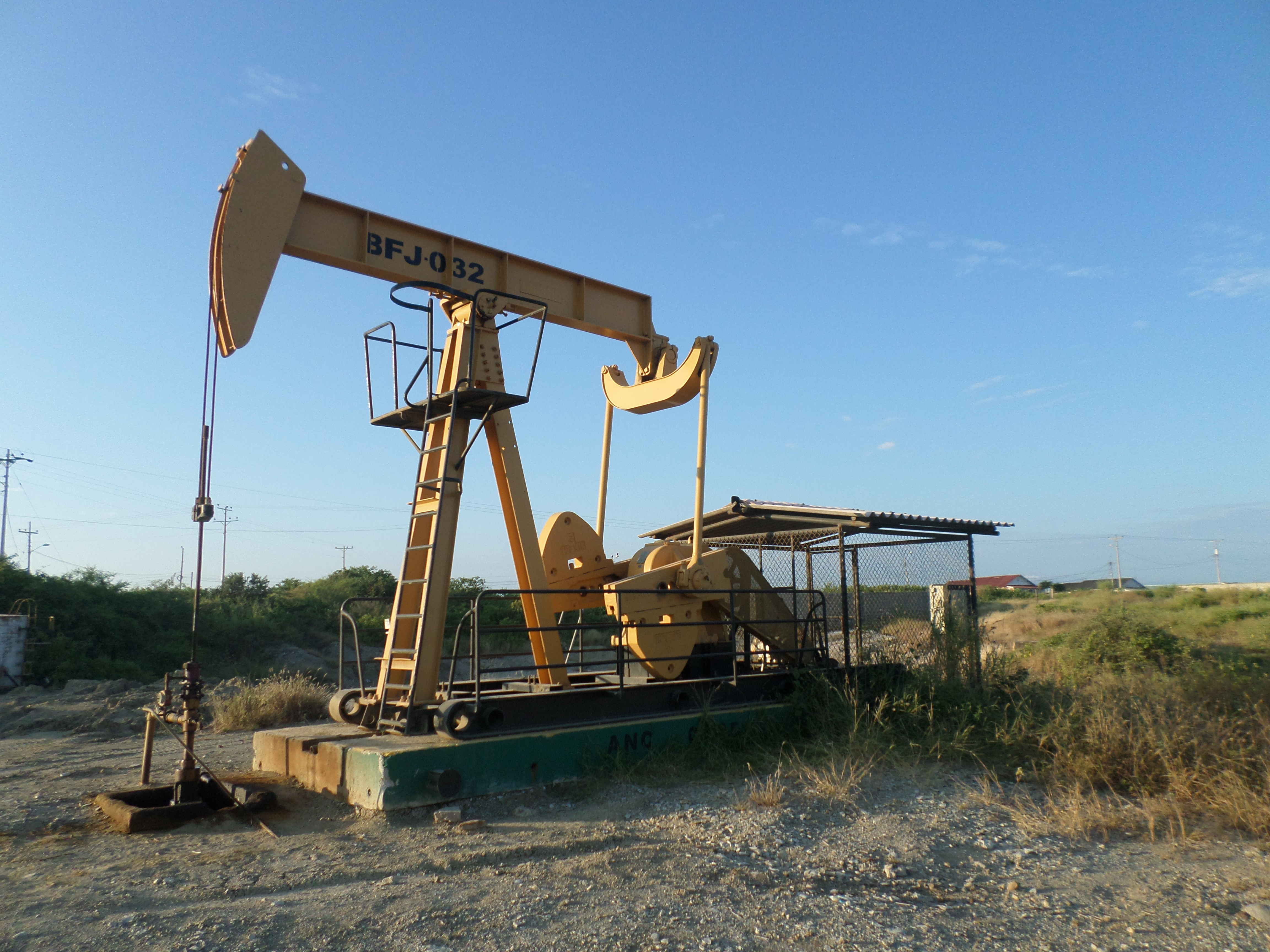
Extração de petróleo em Ancón. O petróleo é uma das bases da economia do Equador.

O desmatamento para cultivo de dendê é um dos fatores responsáveis pela perda de cobertura florestal na Amazônia equatoriana, assim como a mineração ilegal e a exploração de indústrias petrolíferas. Cerca de 379 mil hectares de floresta foram devastados entre 1984 e 2020.
A vulnerabilidade do Equador à crise climática coloca em risco o crescimento econômico do país, dependente do setor agrícola para 10% do PIB e 32% dos empregos, segundo informe de 2024 do Banco Mundial.:vi A indústria petrolífera, outro pilar econômico, representa uma quantia considerável das exportações do país, US$ 13,1 bilhões em 2023.
Em 2023 e 2024, o país enfrentou uma crise elétrica consequência da seca, já que mais de 70% da sua produção bruta de energia é oriunda de hidrelétricas. A seca do período foi considerada a pior em 61 anos e medidas como racionamento de energia e apagões nacionais foram adotadas para mitigar os impactos da seca nos reservatórios de usinas hidrelétricas.

## Marcos legais
A Constituição do Equador não faz menção direta ao levantamento de recursos financeiros para mitigação e adaptação das mudanças climáticas, entretanto, esclarece em seu artigo 413 que "o Estado promoverá a eficiência energética, o desenvolvimento e o uso de práticas e tecnologias ambientalmente limpas e saudáveis" e no artigo 414 "o Estado adotará medidas apropriadas e transversais para a mitigação da mudança climática".
Um dos principais instrumentos legais do Equador para a conservação do meio ambiente e financiamento para tal é o Código Orgánico del Ambiente (lit.  "Código Orgânico do Ambiente"). Por meio deste, são assegurados os direitos a um meio ambiente saudável e a proteção da natureza. Mediante regulamento publicado em 2019, o Código Orgânico do Ambiente menciona o financiamento climático e o define como "o conjunto de recursos financeiros e assistência técnica de qualquer fonte para o gerenciamento da mudança climática".
Outros dois instrumentos fundamentais para a gestão desses recursos no Equador são o Código Orgánico de Planificación y Finanzas Públicas (lit.  "Código Orgânico de Planejamento e Finanças Públicas") e o Código Orgánico Monetario y Financiero (lit.  "Código Orgânico Monetário e Financeiro"). Em conjunto com o Sistema Nacional de Planejamento, estes gerem os recursos financeiros nacionais e o acesso aos mesmos para fins de preservação ou restauração do meio ambiente.:19-20
Para cumprir seus compromissos com a comunidade internacional, o Estado do Equador divulgou a sua Estratégia Nacional de Financiamento Climático em fevereiro de 2021. O documento estabelece as medidas adotadas pelo país para cumprir as metas previstas no Acordo de Paris.:12

## Financiamento em escala nacional
A regulamentação de fundos públicos de financiamento climático no Equador é feita através do Código Orgánico del Ambiente (COA). Neste, o Ministério do Meio Ambiente e Água é definido como a autoridade ambiental nacional. O regulamento do COA detalha sobre fundos públicos nacionais para mitigação e adaptação de mudanças climáticas como o Fondo Nacional para la Gestión Ambiental, o Fondo de Inversión Ambiental Sostenible e o Fondo Ambiental de Quito.
Segundo o governo do Equador, além do Ministério do Meio Ambiente, os principais agentes nacionais no financiamento climático são::27
- Comitê Interinstitucional sobre Mudanças Climáticas;
- Ministério de Economia e Finanças;
- Secretaria Nacional de Planejamento;
- Ministério de Relações Internacionais e Mobilidade Humana, especificamente com sua equipe de finanças sustentáveis.[24]

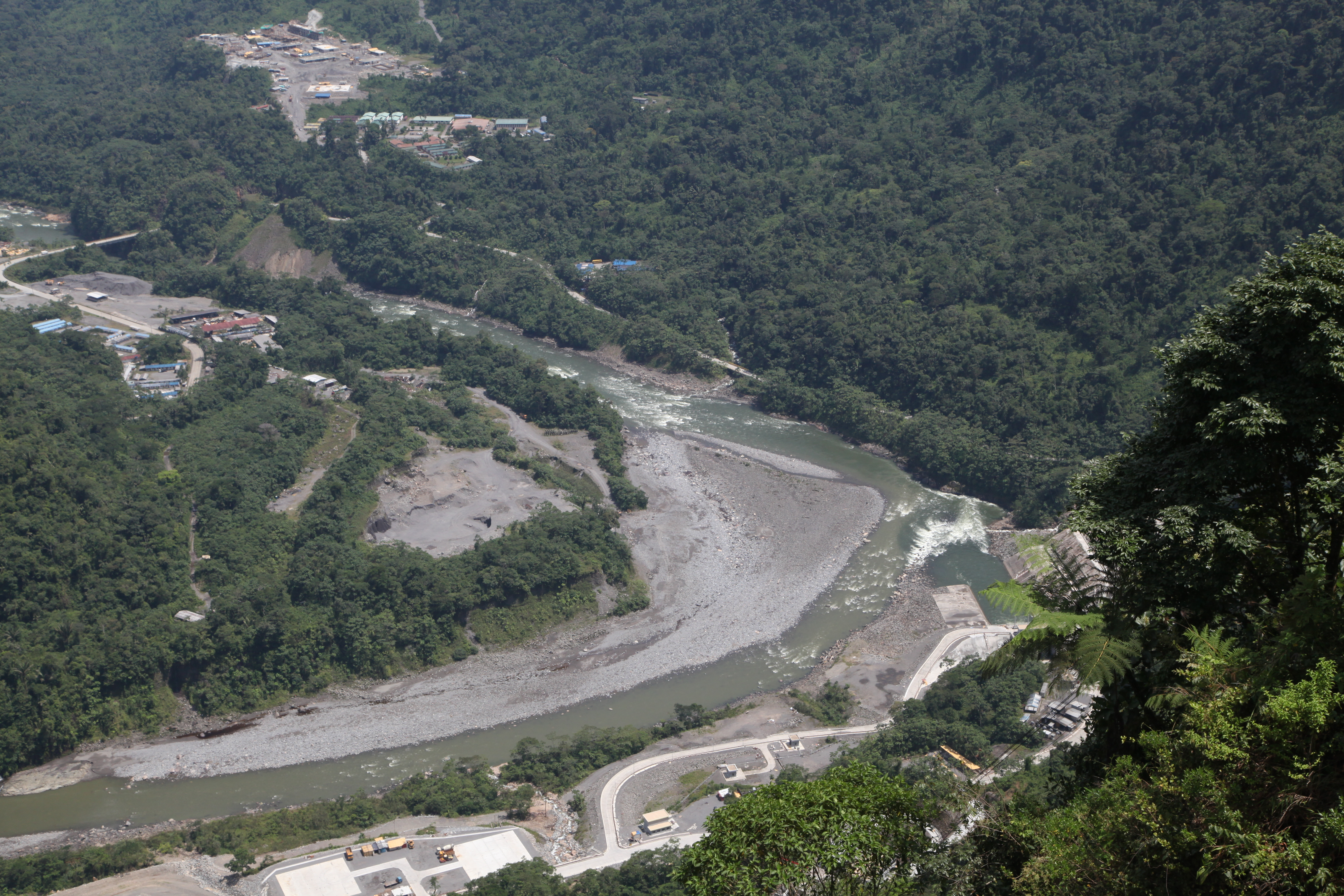
Obras da usina hidrelétrica Coca Codo Sinclair em 2016. A usina, localizada em região amazônica, é a maior do país e alvo de muitas críticas acerca de sua capacidade, problemas estruturais e impactos ambientais.

Com base no COA, os governos subnacionais também devem implantar medidas que viabilizam o cumprimento das metas estabelecidas pelo país em sua NDC, adaptando-as à realidade de sua região.
A estimativa de gastos públicos no período de 2015 a 2019 para projetos relacionados aos componentes de mitigação e adaptação apresentados na CND é de US$ 2,9 bilhões, segundo informe do governo do Equador publicado em 2022.:8-9 Já os investimentos do setor privado para a mitigação e adaptação das mudanças climáticas somaram US$ 527,46 milhões em 2019, com destaque para os investimentos no setor de energia no mesmo ano, que chegaram a US$ 301 milhões.:14, 16
Desde 2023, o Equador conta com uma iniciativa de títulos verdes (Green bonds) que busca incentivar o setor privado com financiamento pelo Ministério da Economia e Finanças para projetos de iniciativa sustentável.

## Cooperação internacional e financiamento externo
Para cumprir as metas condicionais estabelecidas em sua Contribuição Nacionalmente Determinada (CND), o Equador conta com apoio internacional por meio de fontes multilaterais ou bilaterais.:8 Três bancos multilaterais de desenvolvimento atuam no Equador em questões climáticas: o Banco Mundial, o Banco Interamericano de Desenvolvimento e o Banco de Desenvolvimento da América Latina.
Entre 2015 e 2020, o Equador recebeu cerca de US$ 3,3 bilhões de dólares em recursos internacionais para mitigação e adaptação das mudanças climáticas. Sendo que, o principal setor beneficiado foi o de energia com US$ 1,7 bilhões do valor total.:60
A tabela a seguir reúne importantes fontes internacionais de financiamento para os impactos da crise climática no Equador:
| Fonte                                                              | Tipo                    |
| ------------------------------------------------------------------ | ----------------------- |
| Agência Francesa de Desenvolvimento (AFD)                          | Cooperação bilateral    |
| Banco de Desenvolvimento Alemão (KfW)                              | Cooperação bilateral    |
| Centro e Rede de Tecnologia Climática (CTCN)                       | Fundo multilateral      |
| Cooperação Técnica da Alemanha (GIZ)                               | Cooperação bilateral    |
| Fundo de Adaptação (AF)                                            | Fundo multilateral      |
| Fundo Global para o Meio Ambiente (GEF)                            | Fundo multilateral      |
| Fundo Internacional de Desenvolvimento Agrícola (FIDA)             | Fundo multilateral      |
| Fundo Verde para o Clima (GCF)                                     | Fundo multilateral      |
| Organização das Nações Unidas para Alimentação e Agricultura (FAO) | Cooperação multilateral |
| Programa das Nações Unidas para o Desenvolvimento (PNUD)           | Cooperação multilateral |

## Principais setores beneficiados e resultados
O primeiro critério de direcionamento dos recursos para mudanças climáticas no país está ligado ao alinhamento "com o planejamento do desenvolvimento nacional e com os instrumentos de gestão de mudanças climáticas", conforme estabelecido no regulamento do COA.
Distribuição das medidas de mitigação:55-56
Deste modo, o Estado do Equador definiu os seguintes setores prioritários para a mitigação das mudanças climáticas em sua CND para o período 2026-2035::55-56
- Energia - três metas com enfoque em desenvolvimento de energia renovável, fortalecimento da eficiência energética e mobilidade sustentável;
- Processos Industriais - três metas visando diminuir as emissões de gases do efeito estufa, com destaque para o setor cimenteiro;
- Agricultura - duas metas para sistemas pecuários e agro produtivos sustentáveis e redução de emissão de gases de efeito estufa;
- Uso do Solo, Mudança no Uso do Solo e Silvicultura (USCUSS) - oito metas, que buscam fortalecer e aumentar ações para conservação de áreas protegidas, florestas e áreas atingidas por incêndios;
- Resíduos - três metas voltadas para a captura de metano em aterros sanitários, separação e uso de resíduos orgânicos e diminuição de emissões com tratamento de água.

Distribuição das medidas de adaptação:85-87
Já para adaptação às mudanças climáticas, a CND do país estabelece seis setores prioritários::85-87
- Patrimônio Natural - sete metas diversas, com enfoque no aumento do número de áreas de conservação, manejo de plantas nativas, conservação da biodiversidade e patrimônio natural;
- Patrimônio hídrico - cinco metas para incentivo de infraestrutura verde, gestão eficiente de recursos hídricos e sustentabilidade hídrica;
- Saúde - uma meta dividida em cinco pontos que buscam melhoria do saneamento e sistemas de alerta para vulnerabilidades climáticas;
- Assentamentos Humanos - três metas que visam a implementação de infraestrutura para controle e prevenção de inundações ou deslizamentos;
- Setores produtivos e estratégicos - 16 metas direcionadas a hidrocarbonetos, mineração, eletricidade e transportes;
- Soberania alimentar, agricultura, pecuária, aquicultura e pesca - sete metas que envolvem o uso adequado de fertilizantes, a vigilância e prognóstico de pragas no setor agropecuário (incluindo a implantação de um Manejo Integrado de Pragas e Doenças) e o resgate de práticas ancestrais de manejo agrícola.

Em um esforço para a conservação de ecossistemas de água doce, a República do Equador estabeleceu a Área de Proteção Hídrica (APH) Aguarico-Chingual-Cofanes em 2022. A área é a maior reserva hídrica do país, que possui 20 áreas de proteção para 175.000 hectares de patrimônio hídrico.

## Controvérsias
Em fevereiro de 2025, a Telesur alegou que as medidas adotadas pelo governo do Equador para conter a crise climática são tardias, em meio a inundações causadas por chuvas intensas no país.
Durante a COP 25, ambientalistas e povos nativos protestaram contra a exploração petrolífera na região Amazônica do Equador. A exploração em partes de Ishpingo-Tambococha-Tiputini (nos limites do Parque nacional de Yasuní) já era permitida, entretanto, um projeto que visava expandir a área para a exploração de petróleo estava em pauta no país em 2019, o que causou ainda mais revolta por parte de ambientalistas. A exploração de petróleo no parque foi suspendida em agosto de 2023.

## Perspectivas futuras
Até 2035, o Equador espera ter reduzido 7% de suas emissões de gases de efeito estufa em relação ao ano de 2010. O país também estabelece em sua CND uma meta condicional de 8% de redução, caso conte com o apoio internacional.:8
A redução de 50% das emissões de gases de efeito estufa (tendo como referência dados de 2018) é uma das metas estabelecidas para 2050, presentes no Plano Nacional de Mitigação das Mudanças Climáticas do Equador 2024 - 2070, segundo Sade Fritschi, ministra do meio ambiente em 2024.